# Coupe de Belgique de hockey sur glace
La Coupe de Belgique de hockey sur glace est une compétition de hockey sur glace.

## Histoire
Depuis l'instauration de la BeNe League, seuls les clubs belges y participant disputent cette compétition.

## Palmarès
- 1986 : HYC Herentals
- 1987 : non jouée
- 1988 : Phantoms Deurne
- 1989 : HYC Herentals
- 1990 : Griffoens
- 1991 : HYC Herentals
- 1992 : Brussels Tigers
- 1993 : Phantoms Deurne
- 1994 : Olympia Heist op den Berg
- 1995 : HYC Herentals
- 1996 : Phantoms Deurne
- 1997 : Phantoms Deurne
- 1998 : Phantoms Deurne
- 1999 : HYC Herentals
- 2000 : HYC Herentals
- 2001 : Phantoms Deurne
- 2002 : Phantoms Deurne
- 2003 : HYC Herentals
- 2004 : White Caps Turnhout
- 2005 : Phantoms Deurne
- 2006 : IHC Leuven
- 2007 : White Caps Turnhout
- 2008 : White Caps Turnhout
- 2009 : White Caps Turnhout
- 2010 : Olympia Heist op den Berg
- 2011 : White Caps Turnhout
- 2012 : HYC Herentals
- 2013 : HYC Herentals
- 2014 : Bulldogs de Liège
- 2015 : Phantoms Deurne
- 2016 : HYC Herentals
- 2017 : HYC Herentals
- 2018 : Bulldogs de Liège
- 2019 : HYC Herentals
- 2020 : HYC Herentals

---
- 2022 : Bulldogs de Liège
- 2023 : Bulldogs de Liège
- 2024 : HYC Herentals
- 2025 : Bulldogs de Liège

## Classement des vainqueurs de coupe
| Coupes | Club                      | Année                                                                              |
| ------ | ------------------------- | ---------------------------------------------------------------------------------- |
| 14     | HYC Herentals             | 1986, 1989, 1991, 1995, 1999, 2000, 2003, 2012, 2013, 2016, 2017, 2019, 2020, 2024 |
| 9      | Antwerp Phantoms          | 1988, 1993, 1996, 1997, 1998, 2001, 2002, 2005, 2015                               |
| 5      | Bulldogs de Liège         | 2014, 2018, 2022, 2023, 2025                                                       |
| 5      | White Caps Turnhout       | 2004, 2007, 2008, 2009, 2011                                                       |
| 2      | Olympia Heist op den Berg | 1994, 2010                                                                         |
| 1      | Griffoens Geel            | 1990                                                                               |
| 1      | Brussels Tigers           | 1992                                                                               |
| 1      | IHC Leuven                | 2006                                                                               |